# Hypokopelates acares
Hypokopelates acares är en fjärilsart som beskrevs av Karsch 1893. Hypokopelates acares ingår i släktet Hypokopelates och familjen juvelvingar. Inga underarter finns listade i Catalogue of Life.